# 国鉄90形蒸気機関車
90形は、かつて日本国有鉄道の前身である鉄道省に在籍したタンク式蒸気機関車である。

## 概要
本形式は、南武鉄道（現在の南武線）の3形（3）で、1944年（昭和19年）4月1日付けで同鉄道が戦時買収されたことにより、国有鉄道籍を得たものである。国有化に際しては仮番号122を付され、その後、90形（90）と改番された。この機関車は1922年（大正11年）、雨宮製作所が温泉軽便鉄道（後の雲仙鉄道）向けに1両を製造した、車軸配置2-4-0(1B)の27t級タンク機関車である。上まわりは比較的まとまった形態であるものの、動輪直径はわずか914mmしかなく、上まわりに比べて貧弱なものであった。ボイラーはランボードの上に載っており、台枠はくり抜きのない一枚板であった。
温泉鉄道では1と称したが、雲仙鉄道に統合されて23となった後、1937年に南武鉄道に移った。国有化後は1949年（昭和24年）3月に廃車となっている。
雨宮製作所は、同系の機関車を1921年（大正10年）から翌年にかけて4両製造しており、あとの3両は1921年製の島原鉄道 6 → 26（1948年改番）、別府軽便鉄道（後の別府鉄道 ）1, 2（製造番号294, 295）である。廃車は、島原鉄道26が1955年（昭和30年）3月、別府鉄道1, 2は1964年（昭和37年）11月である。

## 主要諸元
- 全長 : 8,163mm
- 全高 : 3,658mm
- 全幅 : 2,616mm
- 軌間 : 1,067mm
- 車軸配置 : 2-4-0(1B)
- 動輪直径 : 914mm
- 弁装置 : ワルシャート式
- シリンダー（直径×行程） : 330mm×457mm
- ボイラー圧力 : 11.0kg/cm2
- 火格子面積 : 0.84m2
- 全伝熱面積 : 42.3m2
  - 煙管蒸発伝熱面積 : 38.1m2
  - 火室蒸発伝熱面積 : 4.1m2
- 小煙管（直径×長サ×数） : 44.5mm×2,848mm×96本
- 機関車運転整備重量 : 27.00t
- 機関車空車重量 : 22.35t
- 機関車動輪上重量（運転整備時） : 19.4t
- 機関車動輪軸重（第1動輪上） : 9.8t
- 水タンク容量 : 3.64m3
- 燃料積載量 : 1.3t
- 機関車性能
  - シリンダ引張力（0.85P）: 5,090kg
- ブレーキ装置：手ブレーキ、蒸気ブレーキ